# Santuario del Bambino Gesù di Praga
Il santuario del Bambino Gesù di Praga è un luogo di culto cattolico situato nel comune di Arenzano, in via Guglielmo Marconi, nella città metropolitana di Genova.
Posto su un'altura in posizione aperta, poco distante dal centro urbano cittadino, con ampio panorama sulla città e sui monti circostanti, il santuario è compreso nella parrocchia dei Santi Nazario e Celso del vicariato di Pra'-Voltri-Arenzano dell'arcidiocesi di Genova.

## Storia

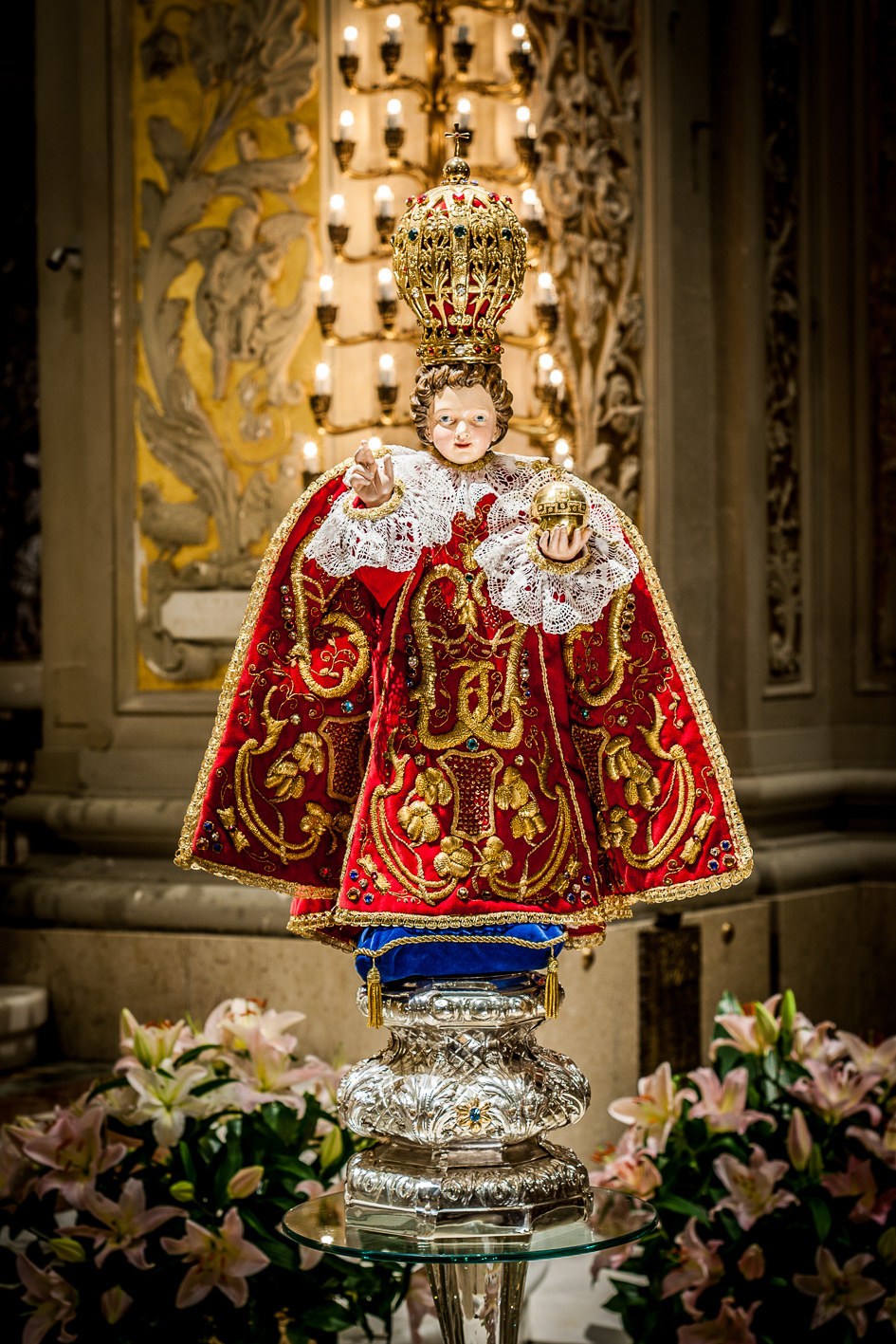
Statua del Bambino Gesù di Praga presente sopra l'altare maggiore all'interno del santuario

Il santuario, primo in Italia dedicato al Bambino Gesù, fu fondato nel 1905 dall'ordine religioso dei carmelitani scalzi. Tale culto verso il Bambino Gesù di Praga fu diffuso da padre Cirillo del Carmelo, a seguito di presunti eventi miracolosi, e la prima immagine ritraente il Bambino Gesù comparve a Praga - da cui trae quindi la denominazione geografica - per la prima volta nel 1628.
In realtà la proposta di fondare un nuovo edificio conventuale ad Arenzano fu presa già nel corso del XVII secolo per sopperire alla richiesta dei pellegrini di un centro di appoggio fra gli altri edifici di culto della riviera ponentina e i conventi genovesi. Per veder edificato un nuovo convento si dovette attendere quasi tre secoli dopo e solo nel 1889 padre Leopoldo Beccaro poté intitolare la struttura conventuale a santa Teresa di Gesù.
Con il consenso della comunità fu collocato il 25 settembre del 1900 da padre Giovanni della Croce - priore dell'ordine dei Carmelitani Scalzi di Arenzano - un quadretto, ritraente il Bambino di Praga, sotto la statua della Madonna del Carmine posta all'interno della chiesa nel convento. Pochi anni dopo l'immagine fu sostituita da una statua donata dalla marchesa Delfina Gavotti di Savona e benedetta dallo stesso priore Giovanni della Croce il 2 giugno 1902.
Tra il 1903 e il 1904 il pontefice Pio X approvò la costituzione della confraternita del Santo Bambino Gesù di Praga che, oltre a diffonderne il culto all'intera comunità, si adoperò per l'edificazione di una nuova chiesa sensibilizzando la popolazione. I lavori iniziarono nel 1904 seguendo il progetto dell'ingegner Camogli che s'ispirò allo stile rinascimentale italiano; nel 1908 a lavori conclusi si poté inaugurare la nuova chiesa.
Il 7 settembre del 1924 la statua del Gesù Bambino fu solennemente incoronata, a seguito di un apposito decreto del Capitolo Vaticano, dal cardinale Rafael Merry del Val con una corona benedetta dallo stesso papa Pio X. Ricevette l'intitolazione a basilica minore a seguito della consacrazione ufficiale avvenuta nel 1928 da parte di monsignor Giacomo De Amicis vescovo ausiliare di Genova.
La decisione di un nuovo ampliamento fu presa nel 1962, a seguito di un sempre maggiore afflusso di pellegrini e visitatori, e già nel 1966 l'opera di ingrandimento poté considerarsi conclusa. I lavori comportarono l'inserimento di due transetti tra l'abside e la navata centrale. Il giorno della nuova inaugurazione fu presente tra le altre autorità civili e religiosi anche il cardinal Josef Beran arcivescovo di Praga.

## Descrizione

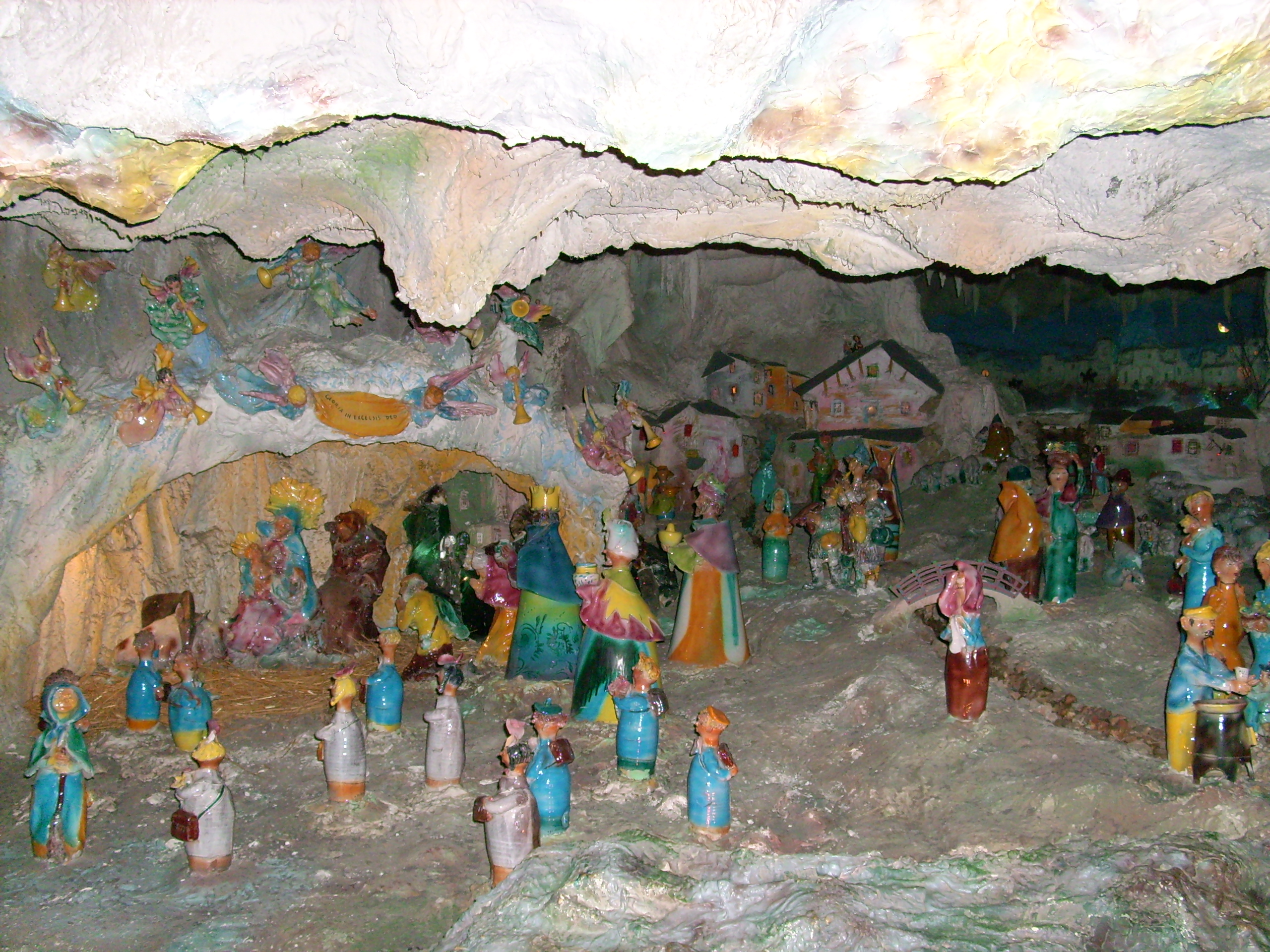
Particolare del presepe in maiolica

### Esterno
La struttura della chiesa si presenta a croce latina e per la realizzazione della facciata, corredata da un grande rosone, sono stati usati marmi policromi. Nel piazzale antistante il santuario è presente un'alta colonna marmorea dove alla sua sommità è stata collocata una statua dorata raffigurante il Bambino Gesù di Praga. Tale effigie ricorda la solenne incoronazione della statua lignea avvenuta nel 1924 e attualmente conservata all'interno della chiesa.

### Interno

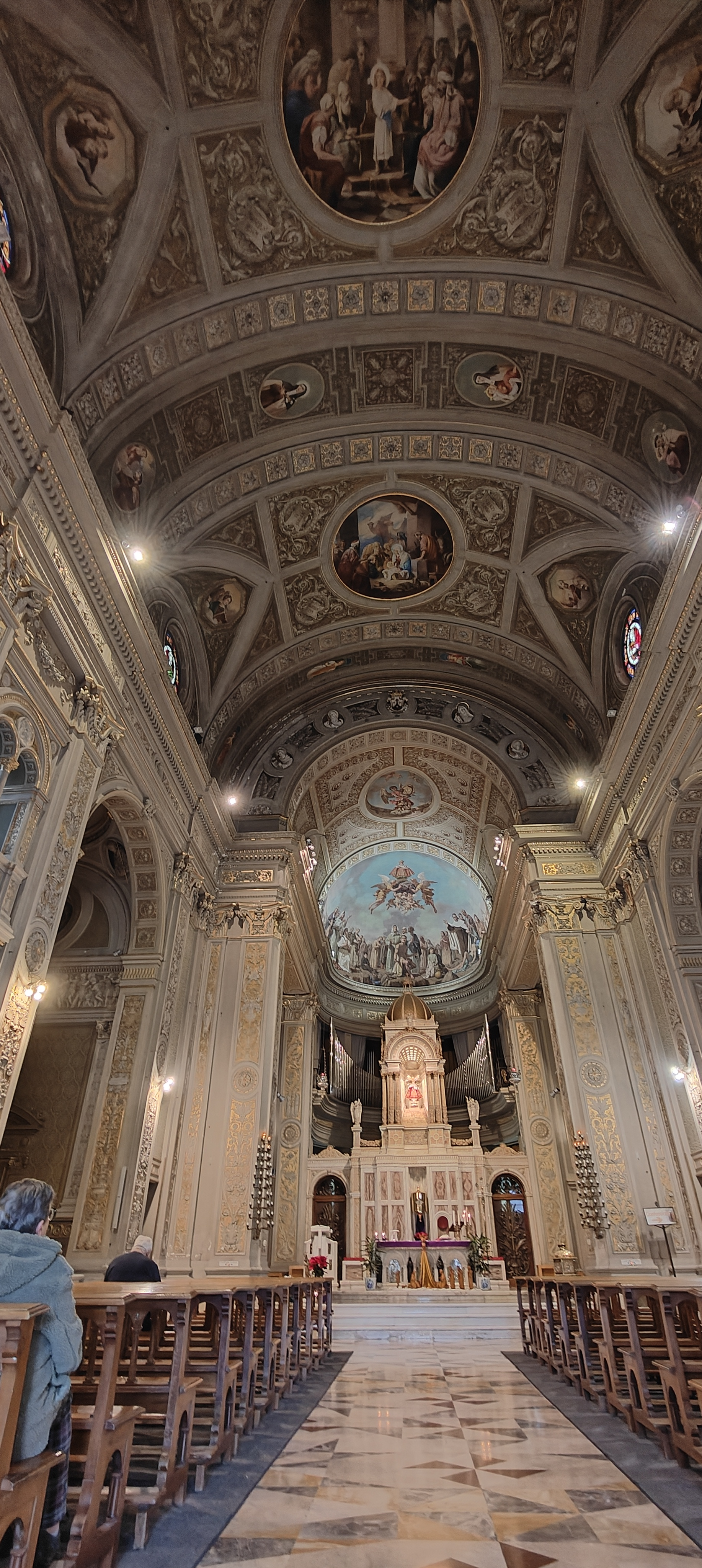
L'interno

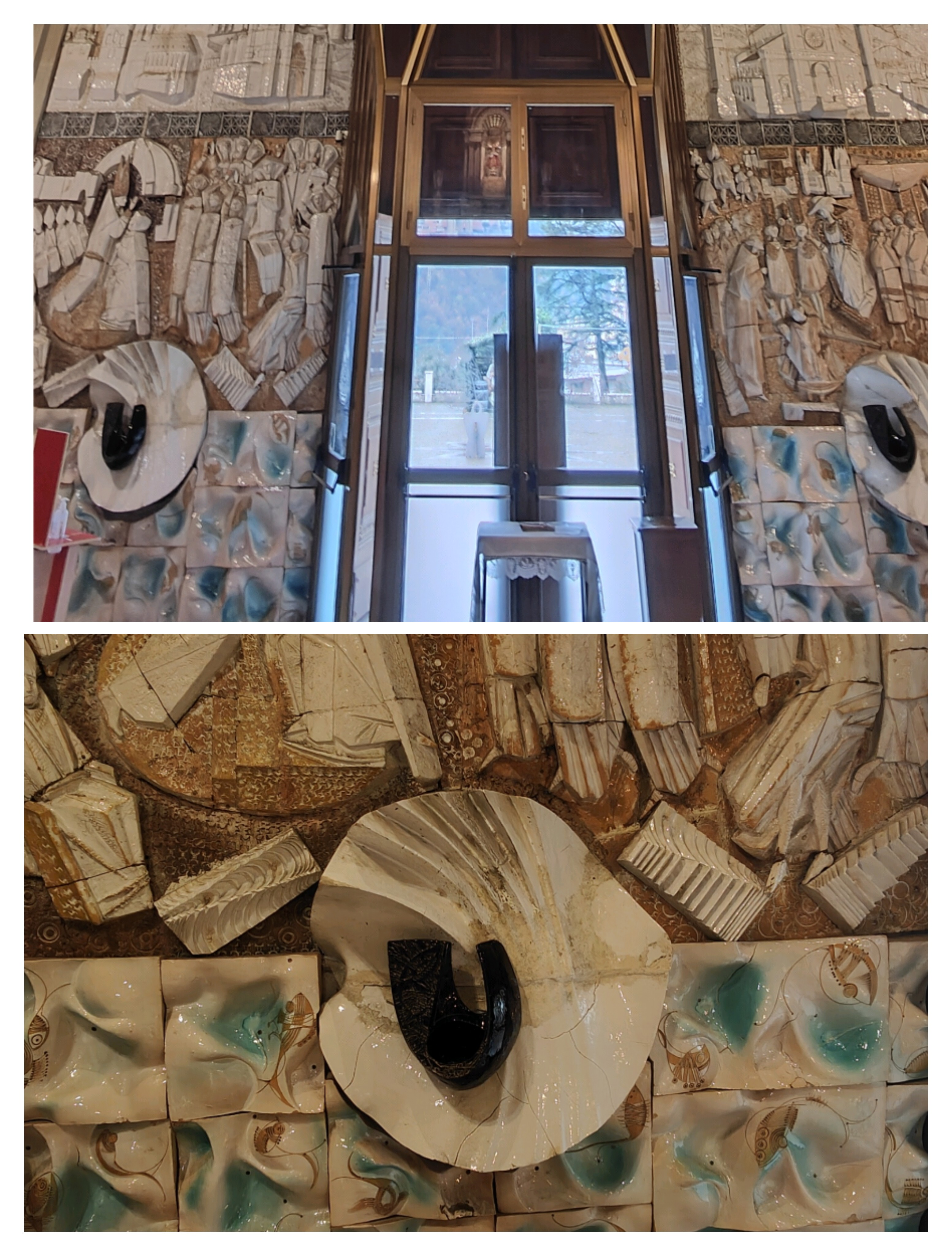
Particolare delle ceramiche all'ingresso con le acquasantiere

L'interno è corredato da numerose ceramiche dell'artista Angelo Biancini, nonché un gran numero di ex voto donati secondo la credenza religiosa per grazie ricevute. Tra le sculture sono presenti statue dello scultore Guido Galletti, raffiguranti san Giuseppe e la Vergine Maria, e un presepio in maiolica di Eliseo Salino, in una grotta sotto il santuario.
Tra le scene raffigurate nel presepio vi sono episodi della vita di Maria - quali lo Sposalizio e l'Incontro con santa Elisabetta - e altre sulla vita di Gesù quali la Nascita e l'infanzia accanto a san Giuseppe.
Nella chiesa si trova l'organo a canne Mascioni opus 621, costruito nel 1947 e ampliato nel 1966 dalla stessa ditta, nel 2016 dai Fratelli Marin; a trasmissione elettrica, dispone di 47 registri su tre manuali e pedale e 2803 canne.

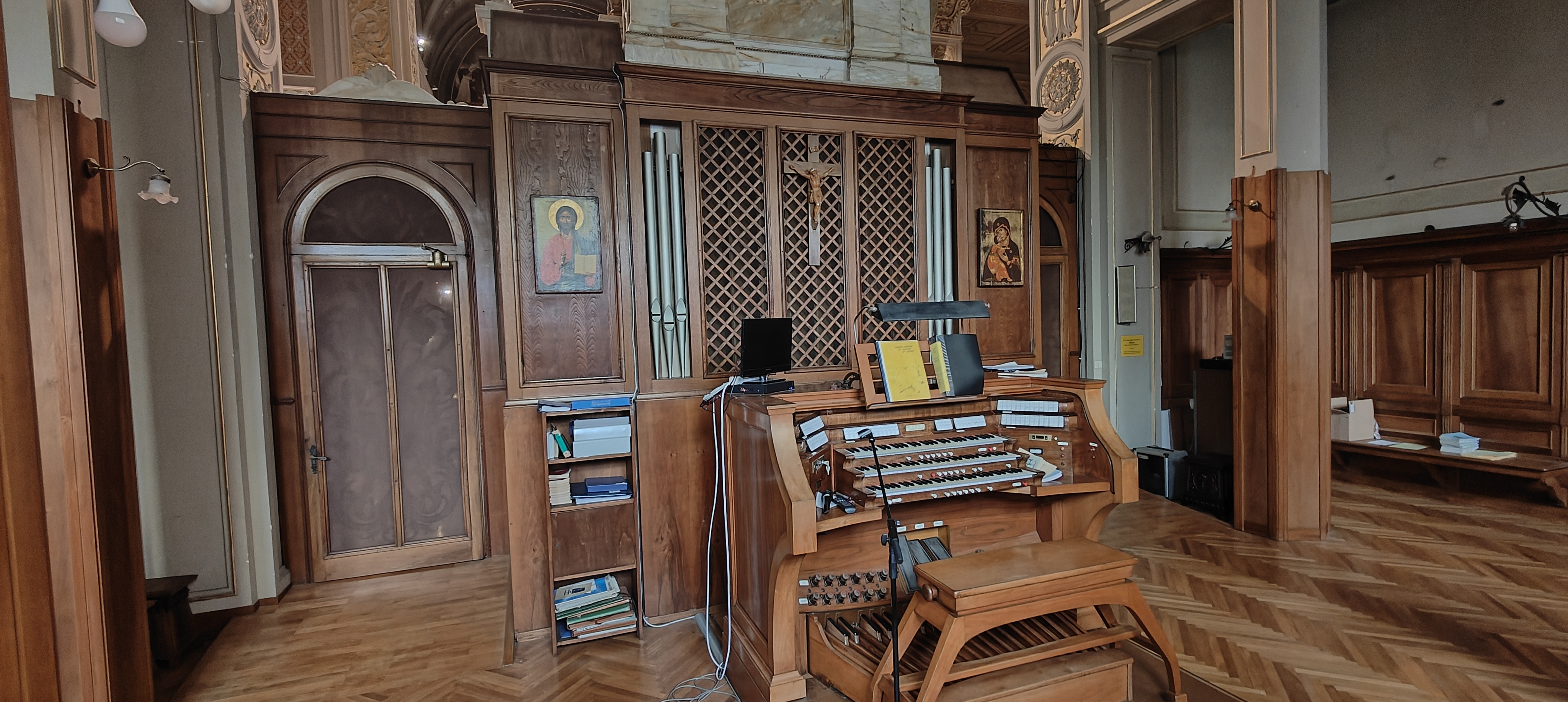
L'organo

Nella zona dell'abside sopra l'organo il dipinto del pittore vadese Renzo Bonfiglio (1897-1985) eseguito nel 1965 L'umanità bisognosa ai piedi di Gesù Bambino. Tra la folla, riconoscibili, Giovanni XXIII, il dottor Schweitzer, l'attore Gino Cervi e Fra Tarcisio che fece tanto per il santuario.

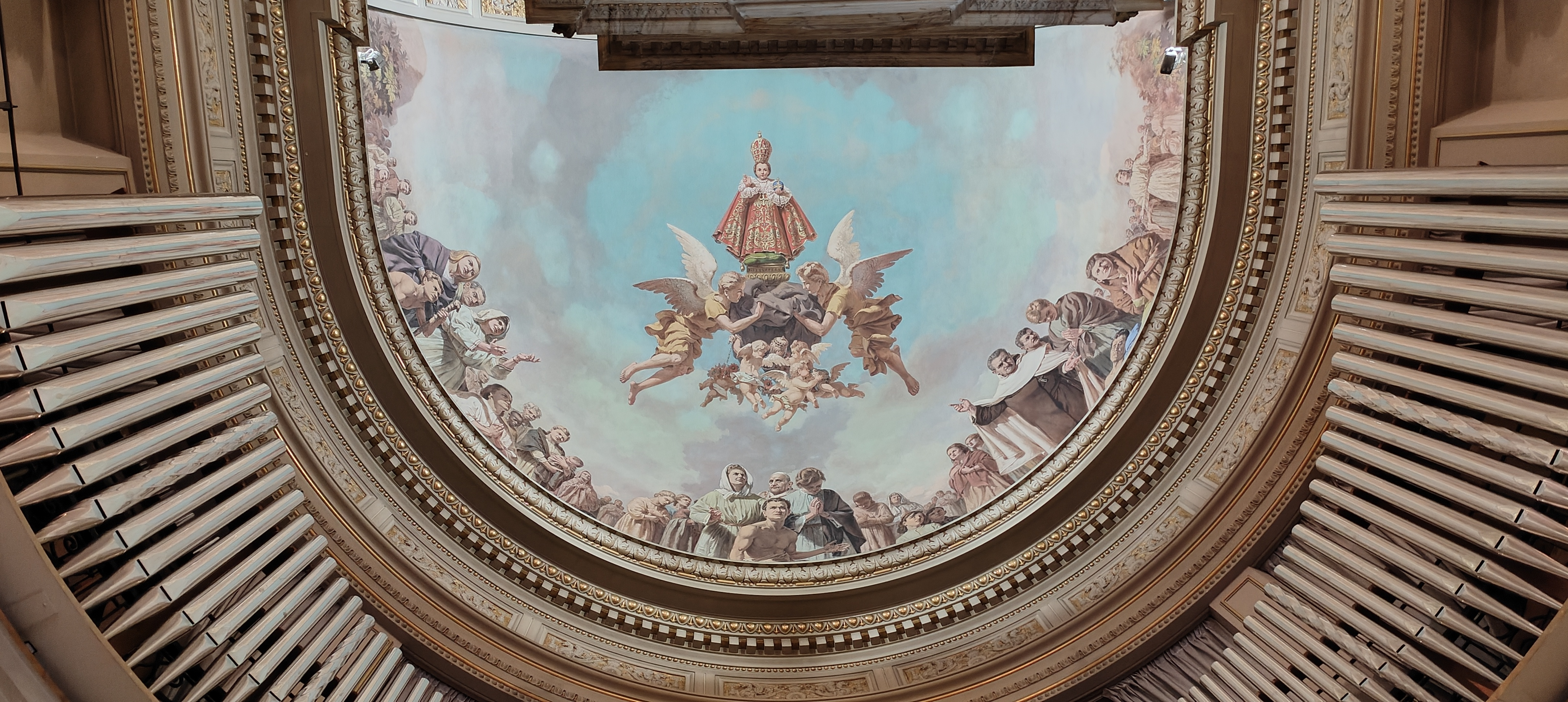
Zona dell'abside: il dipinto del pittore Bonfiglio (1965) e 64 canne d'organo delle 2803 complessive

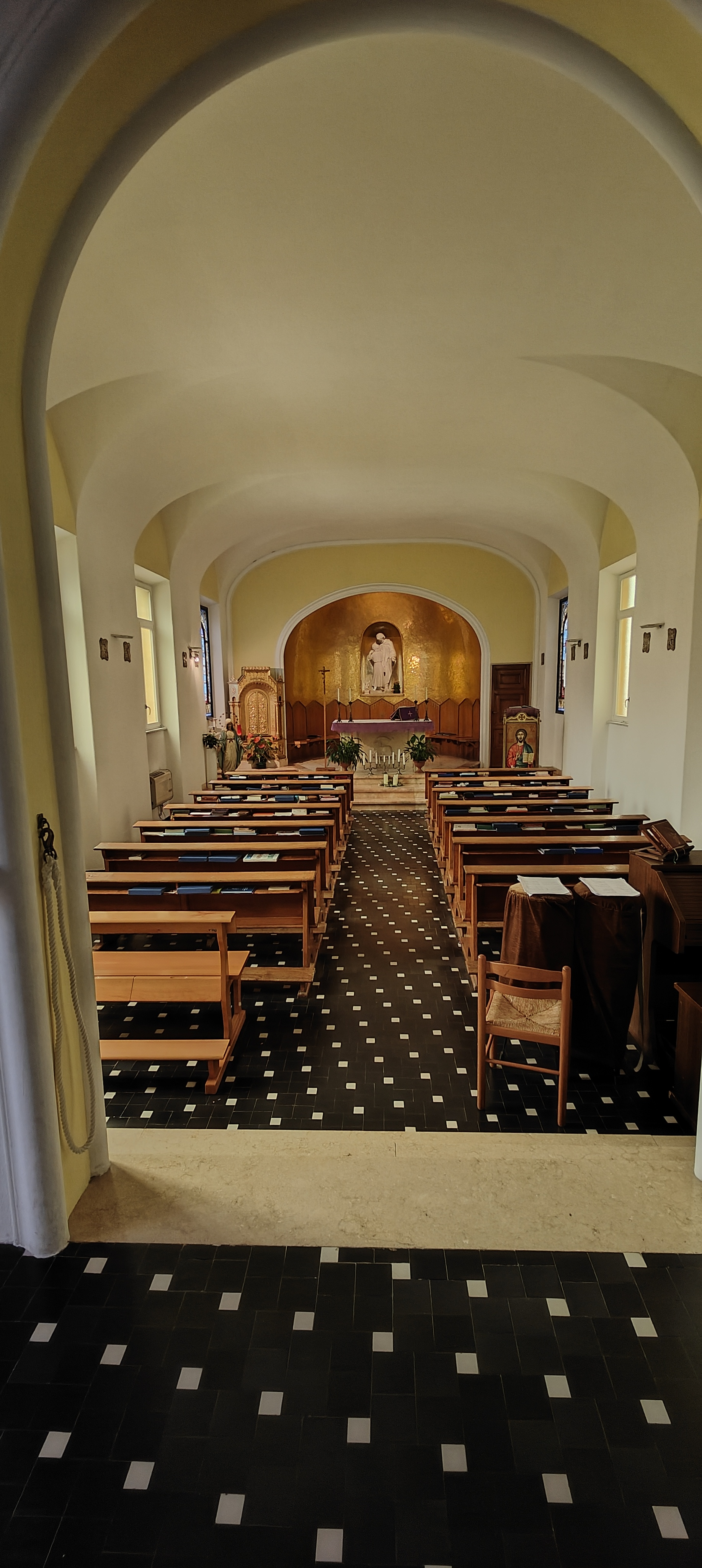
La cappella del seminario